# Primolius
Primolius é um gênero de papagaios encontrados na América do Sul.

## Espécies
- Maracanã-de-colar (Primolius auricollis)
- Maracanã-de-cabeça-azul (Primolius couloni)
- Maracanã-verdadeira (Primolius maracana)